# شيريل ميلر
شيريل ميلر (بالإنجليزية: Cheryl Miller) مواليد 3 يناير 1964 في ريفرسايد، هي لاعبة كرة سلة أمريكية سابقة تحولت إلى التدريب بعد الاعتزال تدرب في الرابطة الوطنية لرياضة الجامعات. يبلغ طولها 6 قدم 2 بوصة (1.9 م). شاركت في دورة الألعاب الأولمبية الصيفية سنة 1984. دخلت قاعة نايسميث التذكارية لمشاهير كرة السلة.

## الميداليات
| الميدالية | المسابقة                       |
| --------- | ------------------------------ |
| ذهبية     | الألعاب الأولمبية الصيفية 1984 |
| ذهبية     | دورة الألعاب الأمريكية 1983    |
| ذهبية     | ألعاب النوايا الحسنة 1986      |

## روابط خارجية
- شيريل ميلر على موقع الاتحاد الدولي لكرة السلة (الإنجليزية)
- شيريل ميلر على موقع كلية كرة السلة في سبورتس رفرنس.كوم (الإنجليزية)
- شيريل ميلر على موقع بروبوليرز (الإنجليزية)
- شيريل ميلر على موقع قاعة مشاهير كرة السلة للسيدات (الإنجليزية)
- شيريل ميلر على موقع سبورتس رفرنس (الإنجليزية)
- شيريل ميلر على موقع كلية كرة السلة في سبورتس رفرنس.كوم (الإنجليزية)
- شيريل ميلر على موقع سبورتس رفرنس (الإنجليزية)
- شيريل ميلر على موقع اللجنة الأولمبية الدولية (الإنجليزية)
- شيريل ميلر على موقع أوليمبيديا (الإنجليزية)
- شيريل ميلر على موقع قاعة كاليفورنيا للمشاهير الرياضية (الإنجليزية)